# Marjan Ridder
Marjan Ridder-Luesken (3 mei 1953) is een voormalig Nederlands badmintonster. Op de wereldkampioenschappen van 1977 won ze, samen met Joke van Beusekom, zilver en daarmee de eerste wk medaille in het badminton voor Nederland.
Marjan Ridder werd in 1969 met Joke van Beusekom Europees jeugdkampioen badminton in het dubbelspel. Acht jaar later won ze in Malmö met Van Beusekom op de eerste wereldkampioenschappen badminton zilver.
Met haar man Rob Ridder won ze de bronzen medaille in het gemengd dubbel op de Europese kampioenschappen van 1976 en 1978.
Met 17 nationale titels is Ridder na Van Beusekom de succesvolste badmintonster op de Nederlandse kampioenschappen. Haar zoon Koen is tegenwoordig ook een succesvol badmintonner. Hij speelt evenals zijn beide ouders deden voor BC Duinwijck.